# Andrés Ibargüen (calciatore)
Andrés Felipe Ibargüen García, noto semplicemente come Andrés Ibargüen (Cali, 7 maggio 1992), è un calciatore colombiano, attaccante del Deportivo Pereira.

## Statistiche

### Cronologia presenze e reti in Nazionale
| Cronologia completa delle presenze e delle reti in nazionale ― Colombia | Cronologia completa delle presenze e delle reti in nazionale ― Colombia | Cronologia completa delle presenze e delle reti in nazionale ― Colombia | Cronologia completa delle presenze e delle reti in nazionale ― Colombia | Cronologia completa delle presenze e delle reti in nazionale ― Colombia | Cronologia completa delle presenze e delle reti in nazionale ― Colombia | Cronologia completa delle presenze e delle reti in nazionale ― Colombia | Cronologia completa delle presenze e delle reti in nazionale ― Colombia |
| Data                                                                    | Città                                                                   | In casa                                                                 | Risultato                                                               | Ospiti                                                                  | Competizione                                                            | Reti                                                                    | Note                                                                    |
| ----------------------------------------------------------------------- | ----------------------------------------------------------------------- | ----------------------------------------------------------------------- | ----------------------------------------------------------------------- | ----------------------------------------------------------------------- | ----------------------------------------------------------------------- | ----------------------------------------------------------------------- | ----------------------------------------------------------------------- |
| 15-10-2019                                                              | Lilla                                                                   | Algeria                                                                 | 3 – 0                                                                   | Colombia                                                                | Amichevole                                                              | -                                                                       | 70’                                                                     |
| Totale                                                                  |                                                                         | Presenze                                                                | 1                                                                       |                                                                         | Reti                                                                    | 0                                                                       |                                                                         |

## Palmarès

### Club

#### Competizioni nazionali
- Campionato messicano: 1

América: Apertura 2018
- Copa Colombia: 2

Deportes Tolima: 2014
Atlético Nacional: 2016
- Coppa del Messico: 1

América: 2019
- Súper Liga: 1

Atlético Nacional: 2016
- Supercoppa del Messico: 1

América: 2019

#### Competizioni internazionali
- Coppa Libertadores: 1

Atlético Nacional: 2016
- Recopa Sudamericana: 1

Atlético Nacional: 2017